# Lucio Vásquez
Lucio Vásquez Izquierdo (ur. 9 lutego 1973) – peruwiański zapaśnik walczący w stylu klasycznym. Olimpijczyk z Atlanty 1996, gdzie zajął 22 miejsce w kategorii 90 kg.
Piętnasty zawodnik mistrzostw świata w 1987. Siódmy i ósmy na igrzyskach panamerykańskich w 1991. Czwarty na mistrzostwach panamerykańskich w 1994. Zdobył sześć medali igrzysk Ameryki Południowej, w tym złoty w 1998. Mistrz Ameryki Płd. w 1993, a także igrzysk boliwaryjskich w 1997 roku.